# Phân lớp Mộc lan
Phân lớp Mộc lan (danh pháp khoa học: Magnoliidae) hay cũ hơn và không chính thức là Phức hợp Mộc lan hoặc nhánh Mộc lan (dịch thô từ magnoliids hay magnoliid complex) là một nhóm khoảng 9.000 loài thực vật có hoa, bao gồm mộc lan, nhục đậu khấu, nguyệt quế, quế, bơ, hồ tiêu và nhiều loài khác. Chúng có đặc trưng là các đặc trưng của hoa là bội số của 3, phấn hoa với 1 lỗ và các lá thường có gân tạo nhánh.

## Tên gọi cũ của APG
Các thuật ngữ trong tiếng Anh như magnoliids hay magnoliid complex được hệ thống APG II sử dụng một cách không chính thức để chỉ một nhóm đơn vị thực vật có chung một tổ tiên trong thực vật hạt kín (Angiospermae). 

## Phân loại
Theo truyền thống, Magnoliidae là tên gọi của một phân lớp. Định nghĩa và giới hạn của phân lớp này biến động theo từng hệ thống phân loại thực vật. Yêu cầu duy nhất là nó phải luôn luôn chứa họ Mộc lan (Magnoliaceae). Gần đây, nhóm này đã được định nghĩa lại theo PhyloCode như là một nhánh trên cơ sở nút, bao gồm các bộ Canellales, Laurales, Magnoliales và Piperales.

### Hệ thống APG
Các hệ thống APG (1998), APG II (2003) và APG III (2009) không sử dụng các tên gọi thực vật chính thức cao hơn cấp bộ. Theo các hệ thống này, các nhánh lớn thường được nhắc tới theo các tên gọi không chính thức, chẳng hạn như "magnoliids" hay "magnoliid complex". APG III công nhận một nhánh trong phạm vi thực vật hạt kín cho magnoliids. Định nghĩa và giới hạn của nó như sau:
|  | Magnoliales |
|  |             |
|  | Laurales    |
|  |             |

|  | Canellales |
|  |            |
|  | Piperales  |
|  |            |

|  | Magnoliales |
|  |             |
|  | Laurales    |
|  |             |

|  | Canellales |
|  |            |
|  | Piperales  |
|  |            |

|  | Magnoliales |
|  |             |
|  | Laurales    |
|  |             |

|  | Canellales |
|  |            |
|  | Piperales  |
|  |            |

|  | Magnoliales |
|  |             |
|  | Laurales    |
|  |             |

|  | Canellales |
|  |            |
|  | Piperales  |
|  |            |

|  | Magnoliales |
|  |             |
|  | Laurales    |
|  |             |

|  | Canellales |
|  |            |
|  | Piperales  |
|  |            |

|  | Magnoliales |
|  |             |
|  | Laurales    |
|  |             |

|  | Canellales |
|  |            |
|  | Piperales  |
|  |            |

|  | Magnoliales |
|  |             |
|  | Laurales    |
|  |             |

|  | Canellales |
|  |            |
|  | Piperales  |
|  |            |

|  | Magnoliales |
|  |             |
|  | Laurales    |
|  |             |

|  | Canellales |
|  |            |
|  | Piperales  |
|  |            |

|  | Monocots                                                     |
|  |                                                              |
|  | \| \| Ceratophyllales \| \| \| \| \| \| Eudicots \| \| \| \| |
|  |                                                              |
|  | Ceratophyllales                                              |
|  |                                                              |
|  | Eudicots                                                     |
|  |                                                              |

|  | Ceratophyllales |
|  |                 |
|  | Eudicots        |
|  |                 |

|  | Magnoliales |
|  |             |
|  | Laurales    |
|  |             |

|  | Canellales |
|  |            |
|  | Piperales  |
|  |            |

|  | Magnoliales |
|  |             |
|  | Laurales    |
|  |             |

|  | Canellales |
|  |            |
|  | Piperales  |
|  |            |

|  | Magnoliales |
|  |             |
|  | Laurales    |
|  |             |

|  | Canellales |
|  |            |
|  | Piperales  |
|  |            |

|  | Magnoliales |
|  |             |
|  | Laurales    |
|  |             |

|  | Canellales |
|  |            |
|  | Piperales  |
|  |            |

|  | Magnoliales |
|  |             |
|  | Laurales    |
|  |             |

|  | Canellales |
|  |            |
|  | Piperales  |
|  |            |

|  | Magnoliales |
|  |             |
|  | Laurales    |
|  |             |

|  | Canellales |
|  |            |
|  | Piperales  |
|  |            |

|  | Magnoliales |
|  |             |
|  | Laurales    |
|  |             |

|  | Canellales |
|  |            |
|  | Piperales  |
|  |            |

|  | Magnoliales |
|  |             |
|  | Laurales    |
|  |             |

|  | Canellales |
|  |            |
|  | Piperales  |
|  |            |

|  | Monocots                                                     |
|  |                                                              |
|  | \| \| Ceratophyllales \| \| \| \| \| \| Eudicots \| \| \| \| |
|  |                                                              |
|  | Ceratophyllales                                              |
|  |                                                              |
|  | Eudicots                                                     |
|  |                                                              |

|  | Ceratophyllales |
|  |                 |
|  | Eudicots        |
|  |                 |

|  | Magnoliales |
|  |             |
|  | Laurales    |
|  |             |

|  | Canellales |
|  |            |
|  | Piperales  |
|  |            |

|  | Magnoliales |
|  |             |
|  | Laurales    |
|  |             |

|  | Canellales |
|  |            |
|  | Piperales  |
|  |            |

|  | Magnoliales |
|  |             |
|  | Laurales    |
|  |             |

|  | Canellales |
|  |            |
|  | Piperales  |
|  |            |

|  | Magnoliales |
|  |             |
|  | Laurales    |
|  |             |

|  | Canellales |
|  |            |
|  | Piperales  |
|  |            |

|  | Magnoliales |
|  |             |
|  | Laurales    |
|  |             |

|  | Canellales |
|  |            |
|  | Piperales  |
|  |            |

|  | Magnoliales |
|  |             |
|  | Laurales    |
|  |             |

|  | Canellales |
|  |            |
|  | Piperales  |
|  |            |

|  | Magnoliales |
|  |             |
|  | Laurales    |
|  |             |

|  | Canellales |
|  |            |
|  | Piperales  |
|  |            |

|  | Magnoliales |
|  |             |
|  | Laurales    |
|  |             |

|  | Canellales |
|  |            |
|  | Piperales  |
|  |            |

|  | Monocots                                                     |
|  |                                                              |
|  | \| \| Ceratophyllales \| \| \| \| \| \| Eudicots \| \| \| \| |
|  |                                                              |
|  | Ceratophyllales                                              |
|  |                                                              |
|  | Eudicots                                                     |
|  |                                                              |

|  | Ceratophyllales |
|  |                 |
|  | Eudicots        |
|  |                 |

|  | Magnoliales |
|  |             |
|  | Laurales    |
|  |             |

|  | Canellales |
|  |            |
|  | Piperales  |
|  |            |

|  | Magnoliales |
|  |             |
|  | Laurales    |
|  |             |

|  | Canellales |
|  |            |
|  | Piperales  |
|  |            |

|  | Magnoliales |
|  |             |
|  | Laurales    |
|  |             |

|  | Canellales |
|  |            |
|  | Piperales  |
|  |            |

|  | Magnoliales |
|  |             |
|  | Laurales    |
|  |             |

|  | Canellales |
|  |            |
|  | Piperales  |
|  |            |

|  | Magnoliales |
|  |             |
|  | Laurales    |
|  |             |

|  | Canellales |
|  |            |
|  | Piperales  |
|  |            |

|  | Magnoliales |
|  |             |
|  | Laurales    |
|  |             |

|  | Canellales |
|  |            |
|  | Piperales  |
|  |            |

|  | Magnoliales |
|  |             |
|  | Laurales    |
|  |             |

|  | Canellales |
|  |            |
|  | Piperales  |
|  |            |

|  | Magnoliales |
|  |             |
|  | Laurales    |
|  |             |

|  | Canellales |
|  |            |
|  | Piperales  |
|  |            |

|  | Monocots                                                     |
|  |                                                              |
|  | \| \| Ceratophyllales \| \| \| \| \| \| Eudicots \| \| \| \| |
|  |                                                              |
|  | Ceratophyllales                                              |
|  |                                                              |
|  | Eudicots                                                     |
|  |                                                              |

|  | Ceratophyllales |
|  |                 |
|  | Eudicots        |
|  |                 |

Nhánh này bao gồm phần lớn các nhóm cơ sở của thực vật hạt kín. Nhánh cũng đã được đặt tên chính thức là Magnoliidae vào năm 2007 theo các dự liệu của PhyloCode.

### Hệ thống Cronquist

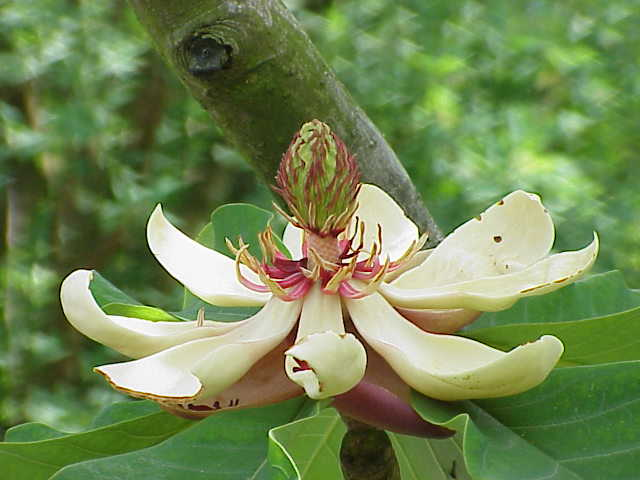
Hoa của Magnolia obovata, chỉ ra số lượng cánh hoa, nhị hoa và nhụy hoa đều là bội số của 3.

Hệ thống Cronquist (1981) sử dụng tên gọi Magnoliidae cho một trong sáu phân lớp (thuộc lớp Magnoliopsida = thực vật hai lá mầm). Trong phiên bản gốc của hệ thống này thì định nghĩa và giới hạn là:
- Phân lớp Magnoliidae:
Bộ Magnoliales
Bộ Laurales
Bộ Piperales
Bộ Aristolochiales
Bộ Illiciales
Bộ Nymphaeales
Bộ Ranunculales
Bộ Papaverales

### Các hệ thống Dahlgren và Thorne
Magnoliids (nghĩa theo APG) được phân loại trong siêu bộ Magnolianae trong cả hệ thống Dahlgren lẫn hệ thống Thorne. Trong hệ thống Dahlgren và hệ thống Thorne (1992), tên gọi Magnoliidae được sử dụng thay vì dicotyledons. Đây cũng là tình trạng của một vài hệ thống phân loại có nguồn gốc từ hệ thống Cronquist. Trong hệ thống Thorne sửa đổi (2000), tên gọi Magnoliidae bị hạn chế lại chỉ bao gồm Magnolianae, Nymphaeanae, Rafflesianae và nó là gần gũi với nghĩa được sử dụng trong hệ thống Cronquist và APG II.

#### Dahlgren
Phân loại nội bộ của hệ thống Dahlgren:
- Phân lớp Magnoliidae [= thực vật hai lá mầm]
Siêu bộ Magnolianae
Siêu bộ Nymphaeanae
Siêu bộ Ranunculanae
Siêu bộ Caryophyllanae
Siêu bộ Polygonanae
Siêu bộ Plumbaginanae
Siêu bộ Malvanae
Siêu bộ Violanae
Siêu bộ Theanae
Siêu bộ Primulanae
Siêu bộ Rosanae
Siêu bộ Proteanae
Siêu bộ Myrtanae
Siêu bộ Rutanae
Siêu bộ Vitanae
Siêu bộ Santalanae
Siêu bộ Balanophoranae
Siêu bộ Aralianae
Siêu bộ Asteranae
Siêu bộ Solananae
Siêu bộ Ericanae
Siêu bộ Cornanae
Siêu bộ Loasanae
Siêu bộ Lamianae

#### Thorne
Phân loại nội bộ của hệ thống Thorne (1992) (trong phiên bản do Reveal miêu tả):
- Phân lớp Magnoliidae [= thực vật hai lá mầm]
Siêu bộ Magnolianae
Siêu bộ Nymphaeanae
Siêu bộ Rafflesianae
Siêu bộ Caryophyllanae
Siêu bộ Theanae
Siêu bộ Celastranae
Siêu bộ Malvanae
Siêu bộ Violanae
Siêu bộ Santalanae
Siêu bộ Geranianae
Siêu bộ Rutanae
Siêu bộ Proteanae
Siêu bộ Rosanae
Siêu bộ Cornanae
Siêu bộ Asteranae
Siêu bộ Solananae
Siêu bộ Loasanae
Siêu bộ Myrtanae
Siêu bộ Gentiananae

### Bảng so sánh
Đối với mỗi hệ thống, các bộ bao hàm được liệt kê và liên kết. Các bộ xuất hiện ở dạng không có liên kết và in nghiêng có vị trí tách biệt trong hệ thống đó. Trình ự của mỗi hệ thống được sửa đổi để ghép cặp các đơn vị phân loại tương ứng và định nghĩa/giới hạn của các bộ với cùng tên gọi không phải luôn luôn giống nhau.
| Hệ thống APG II magnoliids       | Hệ thống Cronquist Magnoliidae | Hệ thống Dahlgren Magnolianae | Hệ thống Thorne (1992) Magnolianae | Hệ thống Thorne (2000) Magnolianae |
| -------------------------------- | ------------------------------ | ----------------------------- | ---------------------------------- | ---------------------------------- |
| Laurales                         | Laurales                       | Laurales                      | Magnoliales                        | Magnoliales                        |
| Magnoliales                      | Magnoliales                    | Magnoliales                   | Magnoliales                        | Magnoliales                        |
| Magnoliales                      | Magnoliales                    | Annonales                     | Magnoliales                        | Magnoliales                        |
| Canellales                       | Magnoliales                    | Winterales                    | Magnoliales                        | Magnoliales                        |
| Piperales                        | Magnoliales                    | Lactoridales                  | Magnoliales                        | Magnoliales                        |
| Piperales                        | Aristolochiales                | Aristolochiales               | Magnoliales                        | Magnoliales                        |
| Piperales                        | Piperales                      | Piperales trong Nymphaeanae   | Magnoliales                        | Magnoliales                        |
| không đặt hoặc trong nhánh cơ sở | Piperales                      | Chloranthales                 | Magnoliales                        | Magnoliales                        |
| không đặt hoặc trong nhánh cơ sở | Illiciales                     | Illiciales                    | Magnoliales                        | Magnoliales                        |
| không đặt hoặc trong nhánh cơ sở | trong Rosidae                  | Rafflesiales                  | trong Rafflesianae                 | trong Rafflesianae                 |
| không đặt hoặc trong nhánh cơ sở | Nymphaeales                    | trong Nymphaeanae             | trong Nymphaeanae                  | trong Nymphaeanae                  |
| không đặt hoặc trong nhánh cơ sở | Nymphaeales                    | trong Nymphaeanae             | Ceratophyllales                    | trong Ranunculidae                 |
| đặt trong nhánh eudicot          | Nymphaeales                    | Nelumbonales                  | Nelumbonales                       | trong Ranunculidae                 |
| đặt trong nhánh eudicot          | Ranunculales                   | trong Ranunculanae            | Berberidales                       | trong Ranunculidae                 |
| đặt trong nhánh eudicot          | Papaverales                    | trong Ranunculanae            | Berberidales                       | trong Ranunculidae                 |
| đặt trong nhánh eudicot          | trong Dilleniidae              | trong Theanae                 | Paeoniales                         | trong Ranunculidae                 |